# Ascalaphus stigma
Ascalaphus stigma là một loài côn trùng trong họ Ascalaphidae thuộc bộ Neuroptera. Loài này được Schneider miêu tả năm 1828.